# Regierung Torp
Die Regierung Torp wurde am 19. November 1951 durch Oscar Torp gebildet und löste die bis dahin amtierende Regierung Gerhardsen II in Norwegen ab. Sie bestand bis zum 21. Januar 1955. Bei der Parlamentswahl vom 12. Oktober 1953 konnte die regierende Arbeiderpartiet (Ap) ihre Mehrheit zwar auf 47,7 Prozent der Stimmen (1949: 45,7 Prozent) erhöhen, verlor aber wegen des Wahlrechts 8 ihrer 85 Sitze und hatte mit 77 von 150 Mandaten nur wieder eine knappe absolute Mehrheit im Storting. Die Regierung bestand aber weiterhin ausschließlich aus Mitgliedern der Arbeiderpartiet.

## Minister
| Ressort                   | Minister                                                                                            | Partei                                          |
| ------------------------- | --------------------------------------------------------------------------------------------------- | ----------------------------------------------- |
| Ministerpräsident         | Oscar Torp                                                                                          | Arbeiderpartiet                                 |
| Äußeres                   | Halvard Lange                                                                                       | Arbeiderpartiet                                 |
| Finanzen                  | Trygve Bratteli                                                                                     | Arbeiderpartiet                                 |
| Industrie                 | Lars Evensen 18. Mai 1953 Erik Brofoss 15. September 1953 Lars Evensen 2. November 1953 Nils Handal | Arbeiderpartiet Arbeiderpartiet Arbeiderpartiet |
| Handel und Schifffahrt    | Erik Brofoss 3. Juni 1954 Oscar Torp 15. Juni 1954 Nils Langhelle                                   | Arbeiderpartiet Arbeiderpartiet Arbeiderpartiet |
| Verteidigung              | Jens Christian Hauge 5. Januar 1952 Nils Langhelle 15. Juni 1954 Kai Birger Knudsen                 | Arbeiderpartiet Arbeiderpartiet Arbeiderpartiet |
| Fischerei                 | Peder Holt                                                                                          | Arbeiderpartiet                                 |
| Soziales und Gesundheit   | Aaslaug Aasland 2. November 1953 Rakel Seweriin                                                     | Arbeiderpartiet Arbeiderpartiet                 |
| Verkehr und Kommunikation | Nils Langhelle 5. Januar 1952 Jakob Martin Pettersen                                                | Arbeiderpartiet Arbeiderpartiet                 |
| Kommunen und Arbeit       | Ulrik Olsen                                                                                         | Arbeiderpartiet                                 |
| Justiz und Polizei        | Oscar Christian Gundersen 20. Dezember 1952 Kai Birger Knudsen 15. Juni 1954 Gustav Sjaastad        | Arbeiderpartiet Arbeiderpartiet Arbeiderpartiet |
| Landwirtschaft            | Rasmus Nordbø                                                                                       | Arbeiderpartiet                                 |
| Kirchen und Unterricht    | Lars Moen 9. Dezember 1953 Birger Bergersen                                                         | Arbeiderpartiet Arbeiderpartiet                 |